# Bahrajn na Igrzyskach Azjatyckich 2018
Bahrajn na Igrzyskach Azjatyckich 2018 – jedna z reprezentacji uczestnicząca na igrzyskach azjatyckich rozegranych w Dżakarcie i Palembangu w dniach 18 sierpnia – 2 września. W kadrze wystąpiło 66 zawodników w 13 dyscyplinach, którzy zdobyli łącznie 26 medali (12 złote, 7 srebrnych i 7 brązowych). Chorążym podczas ceremonii otwarcia został Bader Nasser.

## Medale
| Medal  | Zawodnik | Dyscyplina    | Konkurencja                       | Data        |
| ------ | --- | ------------- | --------------------------------- | ----------- |
| złoto  | Hassan Chani | Lekkoatletyka | Bieg na 10 000 m (M)              | 26 sierpnia |
| złoto  | Edidiong Odiong | Lekkoatletyka | Bieg na 100 m (K)                 | 26 sierpnia |
| złoto  | Salwa Naser | Lekkoatletyka | Bieg na 400 m (K)                 | 26 sierpnia |
| złoto  | Rose Chelimo | Lekkoatletyka | Maraton (K)                       | 26 sierpnia |
| złoto  | Winfred Yavi | Lekkoatletyka | Bieg na 3000 m z przeszkodami (K) | 27 sierpnia |
| złoto  | Oluwakemi Adekoya | Lekkoatletyka | Bieg na 400 m przez płotki (K)    | 27 sierpnia |
| złoto  | Kalkidan Befkadu | Lekkoatletyka | Bieg na 5000 m (K)                | 28 sierpnia |
| złoto  | Abbas Oluwakemi Adekoya Ali Khamis Salwa Naser | Lekkoatletyka | Sztafeta mieszana 4 x 100 m       | 28 sierpnia |
| złoto  | Edidiong Odiong | Lekkoatletyka | Bieg na 200 m (K)                 | 29 sierpnia |
| złoto  | Birhanu Balew | Lekkoatletyka | Bieg na 5000 m (M)                | 30 sierpnia |
| złoto  | Kalkidan Befkadu | Lekkoatletyka | Bieg na 1500 m (K)                | 30 sierpnia |
| złoto  | Hajar Alkhaldi Iman Essa Edidiong Odiong Salwa Naser | Lekkoatletyka | Sztafeta 4 x 100 m (K)            | 30 sierpnia |
| srebro | Elhassan El-Abbassi | Lekkoatletyka | Maraton (M)                       | 25 sierpnia |
| srebro | Eunice Chumba | Lekkoatletyka | Bieg na 10 000 m (K)              | 25 sierpnia |
| srebro | Abraham Cheroben | Lekkoatletyka | Bieg na 10 000 m (M)              | 26 sierpnia |
| srebro | Albert Rop | Lekkoatletyka | Bieg na 5000 m (M)                | 30 sierpnia |
| srebro | Tigist Belay | Lekkoatletyka | Bieg na 1500 m (K)                | 30 sierpnia |
| srebro | Iman Essa Aminat Jamal Edidiong Odiong Salwa Naser | Lekkoatletyka | Sztafeta 4 x 400 m (K)            | 30 sierpnia |
| srebro | Mohamed Abdulredha Isa Ahmed Mohamed Ahmed Hasan Al-Fardan Mohamed Ali Jasim Al-Salatna Husain Al-Sayyad Bilal Askani Hasan Madan Ali Merza Mohamed Merza Mohamed Husain Ali Salman Mahmood Salman | Piłka ręczna  | Turniej mężczyzn (M)              | 31 sierpnia |
| brąz   | Ali Khamis | Lekkoatletyka | Bieg na 400 m (M)                 | 26 sierpnia |
| brąz   | Noora Jasim | Lekkoatletyka | Pchnięcie kulą (K)                | 26 sierpnia |
| brąz   | Aminat Jamal | Lekkoatletyka | Bieg na 400 m przez płotki (K)    | 27 sierpnia |
| brąz   | Manal El Bahraoui | Lekkoatletyka | Bieg na 800 m (K)                 | 28 sierpnia |
| brąz   | Bontu Rebitu | Lekkoatletyka | Bieg na 5000 m (K)                | 28 sierpnia |
| brąz   | Yaqoob | Lekkoatletyka | Bieg na 200 m (M)                 | 29 sierpnia |
| brąz   | Mohammed Tiouali | Lekkoatletyka | Bieg na 1500 m (M)                | 30 sierpnia |

| Medale według dni | Medale według dni | Medale według dni | Medale według dni | Medale według dni | Medale według dni |
| Dzień             | Data              | złoto             | srebro            | brąz              | Razem             |
| ----------------- | ----------------- | ----------------- | ----------------- | ----------------- | ----------------- |
| 1                 | 19 sierpnia       | 0                 | 0                 | 0                 | 0                 |
| 2                 | 20 sierpnia       | 0                 | 0                 | 0                 | 0                 |
| 3                 | 21 sierpnia       | 0                 | 0                 | 0                 | 0                 |
| 4                 | 22 sierpnia       | 0                 | 0                 | 0                 | 0                 |
| 5                 | 23 sierpnia       | 0                 | 0                 | 0                 | 0                 |
| 6                 | 24 sierpnia       | 0                 | 0                 | 0                 | 0                 |
| 7                 | 25 sierpnia       | 0                 | 2                 | 0                 | 2                 |
| 8                 | 26 sierpnia       | 4                 | 1                 | 2                 | 7                 |
| 9                 | 27 sierpnia       | 2                 | 0                 | 1                 | 3                 |
| 10                | 28 sierpnia       | 2                 | 0                 | 2                 | 4                 |
| 11                | 29 sierpnia       | 1                 | 0                 | 1                 | 2                 |
| 12                | 30 sierpnia       | 3                 | 3                 | 1                 | 7                 |
| 13                | 31 sierpnia       | 0                 | 1                 | 0                 | 1                 |
| 14                | 1 września        | 0                 | 0                 | 0                 | 0                 |
| 15                | 2 września        | 0                 | 0                 | 0                 | 0                 |
| Razem             | Razem             | 12                | 7                 | 7                 | 26                |

| Medale według dyscyplin | Medale według dyscyplin | Medale według dyscyplin | Medale według dyscyplin | Medale według dyscyplin | Medale według dyscyplin |
| Dyscyplina              | złoto                   | srebro                  | brąz                    | Razem                   |                         |
| ----------------------- | ----------------------- | ----------------------- | ----------------------- | ----------------------- | ----------------------- |
| Lekkoatletyka           | 12                      | 6                       | 7                       | 25                      |                         |
| Piłka ręczna            | 0                       | 1                       | 0                       | 1                       |                         |
| Razem                   | 12                      | 7                       | 7                       | 26                      |                         |

| Medale według płci   | Medale według płci | Medale według płci | Medale według płci | Medale według płci | Medale według płci |
| Płeć                 | złoto              | srebro             | brąz               | Razem              |                    |
| -------------------- | ------------------ | ------------------ | ------------------ | ------------------ | ------------------ |
| Mężczyźni            | 2                  | 4                  | 3                  | 9                  |                    |
| Kobiety              | 9                  | 3                  | 4                  | 16                 |                    |
| Konkurencja mieszane | 1                  | 0                  | 0                  | 1                  |                    |
| Razem                | 12                 | 7                  | 7                  | 26                 |                    |